# 1747 en droit
Cet article présente les faits marquants de l'année 1747 en droit.

## Événements
- 1er août[1] : entrée en vigueur du Proscription Act. Abolition du système des clans en Écosse. Interdiction du port du tartan.

- 16 novembre : les États généraux des Provinces-Unies proclament le stathouderat héréditaire à la suite de l’agitation populaire consécutive à la prise Berg-op-Zoom dans les principales villes des Provinces-Unies (Leyde, Rotterdam, Amsterdam). Le peuple reproche au pouvoir, notamment aux États Généraux, d’avoir mal conduit la politique du pays pendant la guerre[2].

## Publications
- Jean-Jacques Burlamaqui, Principes du droit naturel, Genève, Barrillot et fils ; 2e édition en 1762.
- Benjamin Franklin, The Speech of Polly Baker, argumentation d'une mère, amenée à se défendre en justice pour avoir accouché à quatre reprises d'enfants illégitimes ; elle dénonce le fait que la responsabilité des pères soit systématiquement écartée.

## Naissances
- 10 février : Hendrik Ludolf Wichers, juriste, haut fonctionnaire et homme politique néerlandais († 13 mai 1840).
- 26 mars : Félix Julien Jean Bigot de Préameneu, juriste français, un des quatre auteurs du Code civil français († 31 juillet 1825).
- 14 août : Aimar-Charles-Marie de Nicolaï, magistrat français, premier président de la Chambre des comptes († 7 juillet 1794).

## Décès
- 27 février : Henri Cochin, juriste français, avocat au Parlement de Paris (° 10 juin 1687.
- 8 avril : Johann Jacob Schmauss, juriste allemand, professeur de droit naturel à Göttingen puis à Halle (°10 mars 1690).